# Grand Prix FINA de plongeon
Le Grand Prix FINA de plongeon (officiellement « FINA Diving Grand Prix ») est une compétition internationale de plongeon organisée par la Fédération internationale de natation depuis 1995. Il est composé chaque année de sept étapes maximum se déroulant dans différentes villes à travers le monde. Actuellement, les épreuves disputées sont les mêmes qu'aux Jeux olympiques. Les plongeurs des pays membres de la Fédération internationale de natation peuvent participer aux différentes étapes de cette compétition. Chaque plongeur se voit attribuer des points en fonction de son classement et du nombre de fédérations représentés lors de la compétition..
Entre 1998 et 2006, le Grand Prix se concluait par une Finale rassemblant les meilleurs plongeurs de l'année.
Depuis 2014, il n'ya a plus de classement général d'établi.

## Palmarès masculin
| Année | Tremplin à 3 m            | Haut vol 10 m           | Plongeon synchronisé tremplin 3 m | Plongeon synchronisé haut vol 10 m |
| ----- | ------------------------- | ----------------------- | --------------------------------- | ---------------------------------- |
| 1995  | Dmitry Sautin (RUS)       | Dmitry Sautin (RUS)     | -                                 | -                                  |
| 1996  | Dmitry Sautin (RUS)       | Dmitry Sautin (RUS)     | -                                 | -                                  |
| 1997  | Dmitry Sautin (RUS)       | Shuwei Sun (CHN)        | -                                 | -                                  |
| 1998  | Dmitry Sautin (RUS)       | Dmitry Sautin (RUS)     | -                                 | -                                  |
| 1999  | Dmitry Sautin (RUS)       | Tian Liang (CHN)        | -                                 | -                                  |
| 2000  | Dmitry Sautin (RUS)       | Dmitry Sautin (RUS)     | -                                 | -                                  |
| 2001  | Dmitry Sautin (RUS)       | Roman Volodkov (UKR)    | -                                 | -                                  |
| 2002  | Tian Liang (CHN)          | Yu Tong Luo (CHN)       | Chine                             | Chine                              |
| 2003  | Alexander Dobroskok (RUS) | Mathew Helm (AUS)       | Chine                             | Chine Australie                    |
| 2004  | Alexandre Despatie (CAN)  | Tian Liang (CHN)        | Chine                             | Chine                              |
| 2005  | Xu Xiang (CHN)            | Jose Guerra Oliva (CUB) | Chine                             | Chine                              |
| 2006  | He Chong (CHN)            | Lin Yue (CHN)           | Chine                             | Chine                              |
| 2007  | Alexandre Despatie (CAN)  | Zhou Luxin (CHN)        | Chine                             | Chine                              |
| 2008  | Zhang Xinhua (CHN)        | Matthew Mitcham (AUS)   | Chine                             | Chine                              |
| 2009  | Li Shixin (CHN)           | Zhou Luxin (CHN)        | Chine                             | Chine                              |
| 2010  | Ievgueni Kouznetsov (RUS) | Chen Aisen (CHN)        | Chine                             | Chine                              |
| 2011  | Li Shixin (CHN)           | Zhou Luxin (CHN)        | Chine                             | Chine                              |
| 2012  | Javier Illana (ESP)       | Aisen Chen (CHN)        | Chine                             | Chine                              |
| 2013  | He Chao (CHN)             | Yang Jian (CHN)         | Chine                             | Chine                              |

## Palmarès féminin
| Année | Tremplin à 3 m                        | Haut vol 10 m              | Plongeon synchronisé tremplin 3 m | Plongeon synchronisé haut vol 10 m |
| ----- | ------------------------------------- | -------------------------- | --------------------------------- | ---------------------------------- |
| 1995  | Irina Lashko (RUS)                    | Svetlana Timoshinina (RUS) | -                                 | -                                  |
| 1996  | Irina Lashko (RUS)                    | Svetlana Timoshinina (RUS) | -                                 | -                                  |
| 1997  | Yulia Pakhalina (RUS)                 | Rui Wang (CHN)             | -                                 | -                                  |
| 1998  | Irina Vyguzova (KAZ)                  | Irina Vyguzova (KAZ)       | -                                 | -                                  |
| 1999  | Guo Jingjing (CHN)                    | Li Na (CHN)                | -                                 | -                                  |
| 2000  | Guo Jingjing (CHN)                    | Li Na (CHN)                | -                                 | -                                  |
| 2001  | Natalia Oumyskova (RUS)               | Li Ting (CHN)              | -                                 | -                                  |
| 2002  | Anna Lindberg (SWE) Yuting Yang (CHN) | Li Na (CHN)                | Chine                             | Chine                              |
| 2003  | Chantelle Michell (AUS)               | Loudy Tourky (AUS)         | Chine                             | Chine Australie                    |
| 2004  | Yulia Pakhalina (RUS)                 | Émilie Heymans (CAN)       | Chine                             | Chine                              |
| 2005  | Wu Minxia (CHN)                       | Jia Tong (CHN)             | Chine                             | Chine                              |
| 2006  | Guo Jingjing (CHN)                    | Jia Tong (CHN)             | Chine                             | Chine                              |
| 2007  | Li Ting (CHN)                         | Chen Ruolin (CHN)          | Chine                             | Chine                              |
| 2008  | He Zi (CHN)                           | Hao Wang (CHN)             | Chine                             | Chine                              |
| 2009  | Qu Lin (CHN)                          | Roseline Filion (CAN)      | Chine                             | Chine                              |
| 2010  | Wang Han (CHN)                        | Ma Sinou (CHN)             | Chine                             | Chine                              |
| 2011  | Wang Han (CHN)                        | Ke Tingting (CHN)          | Chine                             | Chine                              |
| 2012  | Wang Han (CHN)                        | Liu Huixia (CHN)           | Chine                             | Chine                              |
| 2013  | Liu Jiao (CHN)                        | Lian Jie (CHN)             | Chine                             | Chine                              |